# 사촌여동생
"사촌여동생"은 2017년에 개봉한 대한민국의 영화이다.

## 캐스팅
- 유지원 : 지윤 역
- 박선우 : 광호 역
- 한나 : 유라 역
- 김종신 : 동훈 역
- 지웅 : 지성 역
- 김형민 : 진섭 역
- 권범택 : 광호 부 역